# Thomas Ahier
Thomas Ahier était un marchand et homme politique canadien.

## Biographie
Thomnas Ahier est né à Jersey en 1846. À l'âge de 24 ans, il est venu au Nouveau-Brunswick pour gérer la succursale de la compagnie William Fruing à Caraquet. Son commis était un parent, Frédéric Ahier. En 1875, il devint gérant de la succursale de Pointe-Alexandre. Il demeura à ce poste jusqu'en 1887. En 1882, il est devenu membre du conseil d'administration de la Caraquet & Gulf Shore Railway Company. Il a également été membre du conseil municipal du comté de Gloucester, avant d'être élu préfet pendant un an en 1886 et pour une autre année en 1888. Il épousa Ann Elizabeth Carter, veuve McKenzie, fille de l'ancien shérif du comté de Gloucester, John T. Carter,.